# Yaakov Neeman
Yaakov Neeman, (Hebreeuws: יעקב נאמן) (Tel Aviv, 16 september 1939 – Jeruzalem, 1 januari 2017) was een Israëlische rechtsgeleerde, advocaat en politicus.
Als zodanig was hij hoogleraar, bestuurder van een advocatenkantoor en bekleedde hij diverse ministersposten. Voorts had hij zitting in tal van besturen en commissies, onder meer op zijn vakgebied van het belasting- en financieel recht.

## Biografie
Neeman was afkomstig uit een religieus-zionistisch gezin. In de onder Haifa gelegen plaats Pardes Hanna-Karkur volgde hij voortgezet onderwijs aan de jesjiva Midrashiat Noam. Zijn militaire dienstplicht vervulde hij bij de Golani-brigade, een onderdeel van de infanterie van het Israëlische leger voor het noordelijk deel van het land. Hij studeerde rechten aan de Hebreeuwse Universiteit van Jeruzalem en aan de New York-universiteit en was daarna van 1971 tot 1976 hoogleraar in de rechtswetenschap aan de Bar-Ilan Universiteit. Daarnaast richtte hij in 1972 met onder meer Chaim Herzog (later president van Israël geworden) het advocatenkantoor Herzog, Fox & Ne'eman op, waarin hij zich toelegde op belastingzaken.
Vervolgens vervulde hij een tweetal gasthoogleraarschappen, in 1976 aan de Universiteit van Californië en van 1977 tot 1979 aan de Universiteit van Tel Aviv. Eveneens zat hij destijds in het bestuur van de Bank van Israël. Hieropvolgend was hij van 1979 tot 1981 directeur-generaal van het Ministerie van Financiën alsmede directeur van de Israëlische luchtvaartmaatschappij El Al en bestuurder bij de Wereldbank.
Na hierop zijn beroep van advocaat weer te hebben opgepakt, was hij van 1989 tot 1990 gasthoogleraar aan de New York-universiteit en van 1990 tot 1994 aan de Hebreeuwse Universiteit van Jeruzalem. Ook was hij vanaf 1990 bestuursvoorzitter van de Bar-Ilan Universiteit en maakte hij vanaf 1992 weer deel uit van het bestuur van de Bank van Israël.
Ten tijde van het kabinet-Netanyahu I was de partijloze Neeman medio 1996 korte tijd minister van Justitie en vervolgens van midden 1997 tot eind 1998 minister van Financiën. In het kabinet-Netanyahu II was hij van 2009 tot 2013 opnieuw minister van Justitie. Hij was geen lid van de Knesset, hetgeen ongebruikelijk is voor een Israëlisch bewindspersoon.
De reden van de korte duur van zijn eerste ministerschap van Justitie was gelegen in het gegeven dat er een strafrechtelijk onderzoek naar hem was opgestart omdat hij ervan werd beticht een getuige inzake de rechtszaak tegen het van omkoping verdachte Knessetlid Aryeh Deri van Shas tot meineed te hebben aangezet. Toen later bleek dat deze verdenking ongegrond was, keerde hij als minister van Financiën in de regering terug.
Tijdens zijn tweede ministerschap van Justitie nam in 2010 de Knesset een wetsontwerp van hem aan, waarin staat aangegeven dat niet-Joden die Israëlisch staatsburger willen worden, verplicht zijn een eed af te leggen waarbij zij trouw beloven aan Israël als een democratische en joodse staat.

Ook trachtte hij het juridische systeem in een conservatiever vaarwater te doen verkeren. Zo benoemde hij een viertal behoudende rechters (waaronder een als voorzitter) in het hooggerechtshof.
De orthodox-joodse Neeman was aanvankelijk een voorstander van een toegroeien naar een op de halacha (joodse wet) gegrondveste Israëlische staat maar temperde later deze opvatting en zag voor de rabbinale gerechtshoven een taak weggelegd op ondersteunend gebied.
Woonachtig in de wijk Talbiya in het centrum van Jeruzalem overleed hij nieuwjaarsdag 2017 na een ziekbed op 77-jarige leeftijd. De volgende dag werd hij begraven op de Joodse begraafplaats op de Olijfberg.